# Shuntarō Yaguchi
Shuntarō Yaguchi (japanisch 矢口 駿太郎 Yaguchi Shuntarō; * 14. September 2004 in der Präfektur Chiba) ist ein japanischer Fußballspieler.

## Karriere
Shuntarō Yaguchi erlernte das Fußballspielen in der Jugendmannschaft des Buddy SC Chiba und des JEF United Ichihara Chiba. Die erste Mannschaft des Vereins spielt in der zweiten japanischen Liga. Sein Zweitligadebüt gab er als Jugendspieler am 6. März 2022 (3. Spieltag) im Heimspiel gegen Montedio Yamagata. Hier wurde er in der 84. Minute für Shunsuke Nishikubo eingewechselt. Das Spiel endete 0:0. In der Saison 2022 bestritt der Jugendspieler sechs Erstligaspiele. Am 1. Februar 2023 unterschrieb er bei seinem Jugendverein seinene ersten Profivertrag. Nach 14 Ligaspielen wechselte er im Februar 2025 auf Leihbasis zum Viertligisten Okinawa SV.